# Ellen Babington
Ellen Babington, född 12 juni 1877, död 10 september 1956, var en brittisk bågskytt. Hon deltog vid olympiska sommarspelen 1908.